# Wisznuizm sahadźija
Wisznuizm sahadźija (też wajsznawa sahadźija) – kierunek w hinduizmie bengalskim, skoncentrowany na kulcie bogini Śri jako śakti Wisznu. Popularny zwłaszcza w XV w. Nazwa pochodzi od filozoficznego terminu sahadźa, stanowiącego jedno z podstawowych pojęć tej tradycji. W ujęciu chronologicznym poprzedzał go kierunek wisznuizmu bengalskiego zapoczątkowany przez Ćajtanję.